# Io, noi e Gaber
Io, noi e Gaber è un docufilm del 2023 diretto da Riccardo Milani, omaggio a Giorgio Gaber.

## Accoglienza

### Critica
(Aldo Grasso, Corriere della Sera, 2 gennaio 2024)